# 国立肖像画美術館 (スウェーデン)
国立肖像画美術館（こくりつしょうぞうがびじゅつかん、英語: National Portrait Gallery）は、スウェーデンのセーデルマンランド県マリーフレッド内のグリプスホルム城に位置する肖像画美術館である。有名なスウェーデン人の肖像画を所蔵している。

## 歴史
国立肖像画美術館のコレクションは、16世紀のスウェーデン王であるグスタフ1世がグリプスホルム城に肖像画を飾ったのが始まりとされている。18世紀のスウェーデン王のグスタフ3世の在任中に国立の肖像画美術館としての地位を得た。コレクションは王族ではない人々にも広がり始めた。1500年代から現代までの肖像美術の変遷を辿る4000点以上の作品を所蔵する国立肖像画美術館が正式に設立されたのは1822年のことである。1860年からストックホルム国立美術館は肖像画コレクションを管理する責務を負っており、この取り決めは定期的に延長されている。毎年、グリプスホルム協会では国際的に有名なスウェーデン国民の肖像画を依頼しコレクションに寄贈している。肖像画の多くが有名なスウェーデン人画家たちの制作によるものである。

## 著名な肖像画
- グレタ・ガルボ（映画女優） - アイナー・ネルマン画（1938年）[2]
- ダグ・ハマーショルド（政治家、第2代国際連合事務総長） - フリチオフ・シュルト画（1959年）[3]
- ビルギット・ニルソン（ソプラノ歌手） - ライス・ジョンソン画（1963年）[4]
- グンナー・ミュルダール（経済学者、ノーベル経済学賞受賞者） - スヴェン・リュグベリ画（1968年）[5]
- イングマール・ベルイマン（映画監督） - ビルギット・ブロムズ画（1989年） [6]